# Amazonomyces
Amazonomyces is een geslacht van schimmels behorend tot de familie Arthoniaceae. De typesoort is Amazonomyces palmae.

## Soorten
Volgens Index Fungorum bevat het geslacht een soort (peildatum december 2023):
| Soortnaam           | Auteur(s)      | Publicatiejaar |
| ------------------- | -------------- | -------------- |
| Amazonomyces palmae | Bat. & Cavalc. | 1964           |